# Antoni Espasa Terrades
Antoni Espasa Terrades (València, 1945) és un economista i catedràtic universitari valencià, guardonar el 1991 amb el Premi Rei Jaume I d'Economia.
Llicenciat en Ciències Econòmiques i Dret per la Universitat de Deusto, es va diplomar en estadística i va obtenir el doctorat en Economia en la London School of Economics. De 1979 a 1990 va ser membre de l'equip d'estudis del Banc d'Espanya, ocupant el càrrec d'economista cap els últims cinc anys. Es va incorporar a la Universitat Carles III de Madrid on és catedràtic de Fonaments de l'Anàlisi Econòmica. A més, desenvolupa en la mateixa diferents projectes de recerca en relació amb models economètrics i prediccions econòmiques, fonamentalment, dins del departament d'Estadística, dirigeix l'Institut Flores de Lemus i la revista acadèmica mensual Boletín de Inflación y Análisis Macroeconómico. És autor d'un nombre significatiu de publicacions en revistes especialitzades sobre macroeconomia, econometria, perspectiva i conjuntura econòmica. És autor o coautor de més d'una vintena de llibres sobre mètodes estadístics, quantitatius i anàlisis economètriques. El 1991 la Generalitat Valenciana li atorgà el Premi Rei Jaume I d'Economia, junt amb Julio Alcaide Inchausti.

## Obres
- Estimación y selección de modelos econométricos dinámicos, Banco de España, 1978. ISBN 84-500-2419-6
- Un estudio econométrico de la tasa de variación del empleo en la economía española Banco de España, 1983. ISBN 84-500-8567-5
- El perfil de crecimiento de un fenómeno económico Banco de España, 1988. ISBN 84-7793-011-2
- Métodos cuantitativos y análisis de la coyuntura económica Banco de España, 1988. ISBN 84-7793-008-2
- Metodología para realizar el análisis de la coyuntura de un fenómeno económico Banco de España, 1990. ISBN 84-7793-038-4